# Konon (mythograaf)
Konon (Gr. Κόνων) was een Grieks grammaticus en mythograaf ten tijde van keizer Augustus. Hij wordt herinnerd als auteur van de Vertellingen (Διηγήσεις / Diegeseis), een verloren collectie van vijftig verhalen over de mythische en heroïsche tijd, in het bijzonder de stichting van de koloniën. Het werk, opgedragen aan koning Archelaos Filopator van Cappadocië, is bewaard in een samenvatting opgenomen in de 9e-eeuwse Bibliotheke van Fotios, de patriarch van Constantinopel.
Fotios roemde Konon om zijn Attische stijl en merkte op dat Nikolaos van Damascus veel van hem leende. Dion Chrysostomos vermeldt een retoricus van dezelfde naam, mogelijk te vereenzelvigen met Konon de Mythograaf.

## Uitgaven en vertalingen
- Felix Jacoby, Die Fragmente der griechischen Historiker, 1957, nr. 26
- René Henry (red.), Photius. Bibliothèque, vol. III, 1961, p. 8-39
- Malcolm Brown, The Narratives of Konon. Text, Translation and Commentary on the Diegeseis, 2002, ISBN 3598777124

## Voetnoten
1. ↑  Codex 186
2. ↑  Codex 189
3. ↑  Orationes XVIII, torn. I

- Bibsys: 95000906
- Bibliothèque nationale de France: cb145656778 (data)
- Gemeinsame Normdatei: 10076911X
- International Standard Name Identifier: 0000 0000 7973 0567
- Library of Congress Control Number: nr2002039898
- Nationale Bibliotheek van Israël: 987007321901005171
- Nederlandse Thesaurus van Auteursnamen: 06988966X
- Système universitaire de documentation: 116504145
- Virtual International Authority File: 268861696
- WorldCat: E39PCjHk3HTDbbFFmWrxT8jrxC